# Middleburg Heights (Ohio)
Pour les articles homonymes, voir Middleburg.
Middleburg Heights est une ville située dans le comté de Cuyahoga, dans l'État de l'Ohio, aux États-Unis. Elle se trouve dans la banlieue de Cleveland.
Sa population était estimée à 15 946 habitants lors du recensement de 2010, ce qui donne une densité de 743,2 hab/km2.

## Histoire
Les premiers colons européens à s'être installés à Middleburg Heights, provenaient de Waterbury de l'État du Connecticut en 1809.